# Jordbävningen i Wuqia 1985
Jordbävningen i Wuqia 1985 inträffade den 23 augusti 1985 klockan 20:41 lokal tid (12:41 UTC) vid gränsen till Wuqia (乌恰) och Shufu (疏附), Xinjiang, Kina. Den hade en magnitud på  Ms 7,4. Källan var Kazkeaerteförkastningen (卡兹克阿尔特断裂). Jordbävningen kunde också kännas i Ferganabasängen i Uzbekistan som på den tiden tillhörde Sovjetunionen. Den kunde också kännas i Pakistan.

### Fotnoter
1. ↑  ”Arkiverade kopian”. Arkiverad från originalet den 4 oktober 2011. https://web.archive.org/web/20111004102720/http://www.csi.ac.cn/manage/html/4028861611c5c2ba0111c5c558b00001/zhenli/zhwei/html/zhenli086.htm. Läst 18 februari 2011.
2. ↑  ”Arkiverade kopian”. Arkiverad från originalet den 14 oktober 2012. https://web.archive.org/web/20121014051717/http://earthquake.usgs.gov/earthquakes/eqarchives/significant/sig_1985.php. Läst 12 augusti 2010.